# 浜田景隆
浜田 景隆（はまだ かげたか、天文23年（1554年） - 天正19年5月11日（1591年6月21日））は、戦国武将。伊達政宗に仕えた。伊豆守。父は宗景、母は不明。妻は松田氏の娘。景隆は浜田家15代目という。

## 出自
浜田氏は藤原姓で、藤原乙麻呂の末裔と伝えている。
「浜田（濱田）家系図」によれば、初代の景雄から以下のように記されている。
- 景雄－景伯－景愷－充景－景計－景主－景垣－景載－記景－楚観－景通－景居－景信－宗景－景隆

なお14世の宗景は、伊達稙宗の『塵芥集』に宿老の一人として署名している。

## 経歴
浜田氏の所領は伊達郡及び置賜郡にあった。景隆は一本柳城主で5千石を有し、周囲に濱田一族があった。
政宗からの信頼は厚く、摺上原の戦い、人取橋の戦いなどや、中新田合戦や二本松合戦などで留守政景や泉田重光らと共にしばしば陣代を務めたが、葛西大崎一揆において、加美郡宮崎城攻めの最中に被弾、戦死した。享年38。現在の加美町に墓が建っている。
「浜田（濱田）家系図」によれば、16代目は嫡子の四郎兵衛景国で、4千石を有したが、大坂にあった際、敵将の首級をあげるも政宗の不興を買ったことから出奔したという。

## 子孫
16代目の景国以降は、次のように続く。
- 景次ー家次ー重次ー長次ー貞次ー信次ー武次ー義次ー康次ー景慂ー景長

幕末にあたる景慂は、奥年寄となり八代姫に仕えた。その子・景長は戊辰戦争で城壁を作り、明治になって探索方を務めている。一方、北川宣勝が景隆の長子で、故あって伊達家を出奔し改名して豊臣秀頼や大村氏に仕えたという説もある（『大坂の陣・なるほど人物事典』）が、定かではない。
また、岩出山移封の際、浜田館のあった一本柳では、十数人が現地に留まったという口碑があり、満福寺に建つ「学翁景敏碑」に窪田茂遂が書いた撰文には、景敏が景隆の末にあたる事が、書かれている。そして、その地には土塁跡や井戸の跡、北門稲荷などが残り、大手門、枡形、北門、的場、内乗と呼ばれる所が現存する。